# Линия Куньтхон
Линия Куньтхон, Квун-Тонг? (кит. трад. 觀塘綫, упр. 观塘线, пиньинь Guāntáng xiàn, палл. Гуаньтан сянь) — одна из десяти линий Гонконгского метрополитена. Открыта 1 октября 1979 года. Она начинается со станции Вампу в Западном Цзюлуне и заканчивается станцией Тхиукинлэн в Сайкуне. Во время утреннего часа пик, на линии работает 27 поездов, удерживающих интервалы между прибытием и отправлением в 2 минуты. В настоящее время линия проходит через 17 станций за 31 минуту пути следования. На всех станциях линии установлены платформенные раздвижные двери.
Ширина колеи 1432 мм. Напряжение постоянного тока 1500В.

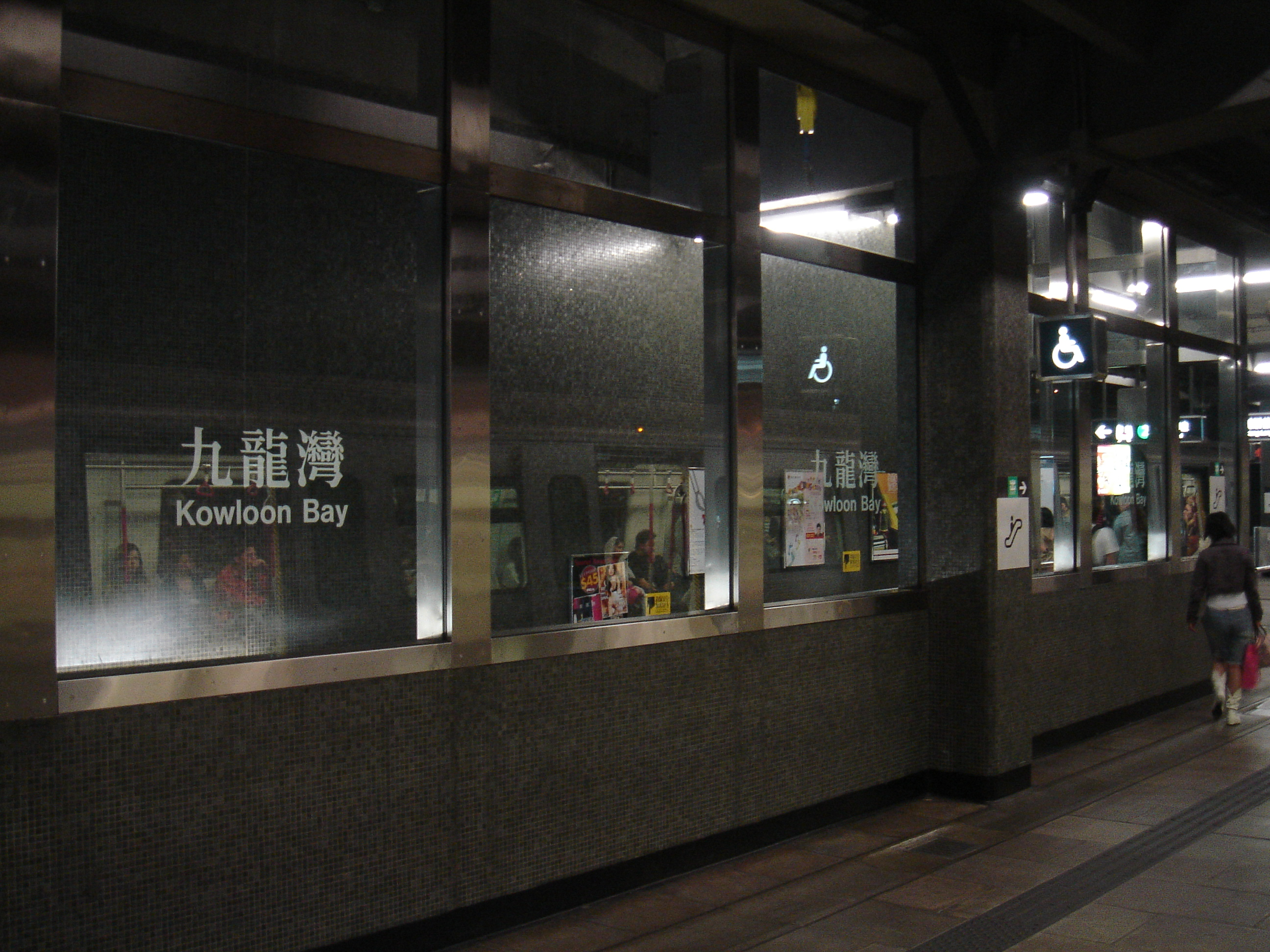
Платформа станции Залив Цзюлун

## Маршрут
|  |

## История
Строительство линии Куньтхон было утверждено в ноябре 1975 года.
Открыта линия была 1 октября 1979 года. Линии шла между станциями Сэккипмэй и Куньтхон, каждый состав состоял из четырех вагонов.
С удлинением линии на юг, 12 декабря 1980 года она достигла Центральной станции (Чатыр), пересекая гавань Виктория.
Когда в мае 1982 года начала работу линия Чхюньвань, она взяла на себя часть линии Куньтхон к югу от станции Монг Кок. Станция Яутхон стала конечной на линии Куньтхон, и станция Принца Эдуарда стала пересадочной станцией.
Когда Гонконгское правительство решило в 1984 году построить второй порт в гавани, была получена франшиза на строительство железнодорожного и автомобильного туннеля под гаванью. Линия Куньтхон была продолжена через тоннель и 6 августа 1989 года, была открыта станция в порту.
Конечная станция Тхиукинлэн была открыта 18 августа 2002 года.
|  |

Конечная станция Вампу была открыта 23 октября 2016 года.